# فيفيانا فيلاسكيز
فيفيانا فيلاسكيز (بالإسبانية: Viviana Velásquez)‏ هي دراجة كولومبية، ولدت في 1 ديسمبر 1991.

## وصلات خارجية
- فيفيانا فيلاسكيز على موقع أرشيف الدراجات (الإنجليزية)
- فيفيانا فيلاسكيز على موقع إحصائيات الدراجات الإحترافية (الإنجليزية)